# 레퀴엠 (2006년 영화)
《레퀴엠》(Requiem)은 2006년 공개된 독일의 영화이다.

## 출연

### 주연
- 산드라 휠러
- 버그하트 클로브너

### 조연
- 이모겐 코게

## 기타
- 공동제작: 사빈느 홀트그레브
- 공동제작: 벳티나 레이츠
- 공동제작: 조지 스테이네르트
- 미술: 크리스티안 M. 골드벡
- 배역: 시몬 바엘